# Dźwignia przepustnicy

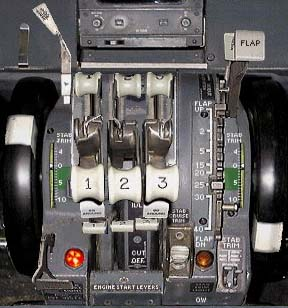
3 dźwignie przepustnicy w Boeingu 727

Dźwignia przepustnicy (manetki przepustnicy) − jedna lub więcej (w zależności od liczby silników w samolocie) dźwigni, służących do kontroli przepustnicy w samolotach. Przy ich pomocy steruje się ciągiem maszyny.